# Гонихмарник
«Гонихма́рник» — дебютний роман української письменниці Дари Корній, написаний у жанрі міського фентезі, про кохання між міфічною  істотою Гонихмарником та земною дівчиною. Опублікований у 2010 році видавництвом «Клуб Сімейного Дозвілля». Перевиданий видавництвом «Апріорі» у 2020 році. Удостоєний премії «Коронація слова».

## Сюжет
Зеленокоса студентка зустрічає у сучасному Львові таємничого незнайомця, який легко закохує в себе дівчат, котрі не можуть опиратися його магнетизму.  Аліна майбутня художниця з нетиповим поглядом на світ. Їй не подобається сучасне кіно, вона не цікавиться хлопцями, принаймні поки не зустрічає Кажана. Цей загадковий юнак постійно з'являється у її житі й приносить із собою дивні сни. Це схоже на випадковість, проте з часом дівчина розуміє, Кажан не зовсім людина. З покоління в покоління жінкам роду Аліни судилося бути об‘єктом інтересу Гонихмарника. Та не в кожної це переросло у справжнє почуття. Побачивши справжнього чоловіка, а не потворну істоту, яка може заволодіти її душею, Аліна зробила все можливе, щоб врятувати людську душу з цієї пастки.    
Дара Корній пише живою, простою українською мовою, часом вдало застосовуючи діалектизми, вплітаючи українські міфи. Це приклад якісної масової літератури. Книга має всі шанси стати бестселером і сподобатися не лише підліткам, а й їхнім батькам. У романі переплітається реальність і карпатська міфологія, тому цей твір відноситься до української фентезійної спадщини. 

## Персонажі
- Кажан (справжнє ім'я Саша) – навчається на скульптора на третьому курсі. Загадковий та таємничий юнак. Постійно носить чорне. Не соромиться використовувати дівчат для задоволення власних потреб. Прийняв в себе Гонихмарника замість батька, коли той зламав руку і не міг більше керувати хмарами. Розуміє мову неба, повеліває хмарами, дощами, сніговіями.[2]
- Аліна – студентка другого курсу, майбутня художниця. Розумна та освічена дівчина. Тримається осторонь від людей, проводить більшість часу серед книг. Родовід дівчини сягає часів характерників, один із яких є її пращуром.
- Марта – найкраща подруга Аліни. Переїхала до Києва після смерті бабусі. Після цього майже не спілкувалася з Аліною.
- Петро – сусід Аліни. Вихований та чемний хлопець. Захоплюється програмуванням та фізикою.
- Василь – батько Аліни. Відомий художник.
- Ірина – мама Аліни. Вчителька у школі.
- Юрій – юнак, який постійно ходить в білому, любить гуляти дахами, лузати гарбузове насіння. Покровитель міста. Знає все про нього та його жителів.[2]